# 21. korpus (Indija)
21. korpus je korpus Indijske kopenske vojske.

## Organizacija
Trenutna
- Poveljstvo
- 31. oklepna divizija
- 36. RAPID
- 54. pehotna divizija
- Artilerijska brigada
- Zračnoobrambna brigada
- 475. inženirska brigada